# Meioneta micaria
Meioneta micaria là một loài nhện trong họ Linyphiidae.
Loài này thuộc chi Meioneta. Meioneta micaria được James Henry Emerton miêu tả năm 1882.